# Johanna Cure
Johanna Cure Lemus (Barranquilla, 16 de septiembre de 1978) es una actriz y modelo colombiana reconocida por haber representado al departamento del Atlántico en el Concurso Nacional de Belleza de Colombia y por su posterior carrera como actriz en producciones de cine y televisión en su país y a nivel internacional.

## Carrera

### Modelaje
Cure nació en la ciudad de Barranquilla el 16 de septiembre de 1978, hija de Esualdo Cure y Dalis Lemus Hawkins ambos con raíces sanandresanas. En 2001 participó en representación del departamento del Atlántico en el Concurso Nacional de Belleza de Colombia obteniendo el título de Primera Princesa detrás de Vanessa Mendoza y Consuelo Guzmán respectivamente. A partir de entonces empezó a desempeñarse exitosamente en el modelaje, realizando una gran cantidad de campañas publicitarias en su país y a nivel internacional.

### Actuación
Radicada en los Estados Unidos, Cure empezó a estudiar actuación en varias academias del país norteamericano. En el año 2010 tuvo su primera oportunidad en televisión, realizando una pequeña aparición en la telenovela colombiana Tierra de cantores, producida por Caracol Televisión y dirigida por Juan Camilo Pinzón. Dos años más tarde apareció en la telenovela estadounidense Corazón valiente interpretando el papel de Lady. Ese mismo año encarnó a Vanessa Donado en Amor de Carnaval, telenovela colombiana basada en el popular Carnaval de Barranquilla. Juan Camilo Pinzón, quien la dirigió en Tierra de cantores en 2010, convocó nuevamente a la actriz y la incluyó en el reparto de la película Polvo carnavalero de 2016. En el filme, escrito por Dago García, Cure interpretó un papel protagónico. Un año después repitió su papel en la serie del mismo nombre, con un elenco similar al de la película integrado además por Isabela Córdoba, Rafael Zea y Víctor Hugo Morant. En Sangre de mi tierra, telenovela estadounidense producida por Telemundo Studios en 2018, la actriz interpretó el rol de Kimberly Figueroa.

## Filmografía

### Televisión
| Año       | Título                    | Personaje                             | Canal              |
| --------- | ------------------------- | ------------------------------------- | ------------------ |
| 2022      | No fue mi culpa: Colombia |                                       | Star+              |
| 2017-2018 | Sangre de mi tierra       | Kimberly Figueroa                     | Telemundo          |
| 2017      | Polvo carnavalero         | Elizabeth Abuabara De Mallarino "Eli" | Caracol Televisión |
| 2016      | Jezebel                   | Miniserie                             |                    |
| 2012      | Amor de Carnaval          | Vanessa Donado                        | Caracol Televisión |
| 2012-2013 | Corazón valiente          | Lady                                  | Telemundo          |
| 2010      | Tierra de cantores        | Mercedes (2010)                       | Caracol Televisión |

## Cine
| Año  | Título                 | Personaje        | Nota  |
| ---- | ---------------------- | ---------------- | ----- |
| 2020 | Un gigante sin cabeza! | Barbara          |       |
| 2020 | Drugs, Booze & Woes    | Amy              |       |
| 2016 | Polvo carnavalero      | Elizabeth (2016) |       |
| 2016 | Gehenna                |                  |       |
| 2015 | The Rise of Karyna     |                  | Corto |
| 2013 | Hour Angle             |                  | Corto |